# Bạch Yến (ca sĩ)
Bạch Yến (tên thật là Quách Thị Bạch Yến; sinh năm 1942) là một ca sĩ  nổi tiếng trước năm 1975. Bà là vợ của nhạc sĩ Trần Quang Hải và là con dâu của Giáo sư Trần Văn Khê.

## Sự nghiệp
Bạch Yến sinh tại Sóc Trăng, cha là người Triều Châu (Trung Quốc) và mẹ là một người Kinh yêu âm nhạc. Lên 9 tuổi, Bạch Yến theo học tiểu học Trường La Providence, Cần Thơ, gia nhập đoàn thánh ca nhà thờ để làm quen với âm nhạc.
Mới 14 tuổi, Bạch Yến đã cố trang điểm cho già dặn hơn để lần mò đến các vũ trường, phòng trà xin làm ca sĩ, những mong kiếm tiền để phụ giúp mẹ. Nơi Bạch Yến đến gõ cửa đầu tiên là phòng trà Trúc Lâm trên đường Phạm Ngũ Lão, Sài Gòn. Từ phòng trà Trúc Lâm, Bạch Yến tiến lên phòng trà Hòa Bình, được khán giả tán thưởng nồng nhiệt qua các ca khúc "Bến cũ", "Gái xuân"... và một số bài hát pháp: "Tango Blue", "Étoile Des Neiges"...
Bạch Yến trở nên nổi tiếng với ca khúc Đêm đông của nhạc sĩ Nguyễn Văn Thương, khi chỉ vừa tròn 15 tuổi và là ca sĩ đầu tiên đã chuyển ca khúc này từ điệu tango (điệu nhạc gốc của ca khúc) sang slow rock.
Năm 1961, Bạch Yến sang Pháp học thanh nhạc. Bạch Yến được ông Phạm Văn Mười thu nhận làm ca sĩ, hát tại nhà hàng La Table Du Mandarin do ông ta làm chủ trên đường Rue de l Echelle, quận 1, Paris. Trong thời gian này, Bạch Yến được hãng Polydor của Pháp mời thâu đĩa và lưu diễn một số nước châu Âu. năm 1963, Bạch Yến quay về Việt Nam và hát ở phòng trà Tự Do của ông Ngô Văn Cường.
Năm 1965, Bạch Yến sang Mỹ hát cho Chương trình Ed Sullivan Show. Bạch Yến ở Mỹ 12 năm, đi lưu diễn trên khắp Hoa Kỳ và nhiều nước châu Mỹ: Canada, Mexico, Brasil, Venezuela, Colombia, Panama...
Bạch Yến là người Việt Nam đầu tiên và duy nhất xuất hiện trên chương trình Ed Sullivan Show nổi tiếng của Mỹ năm 1965, là nghệ sĩ Việt Nam duy nhất trình diễn cùng một chương trình với những tên tuổi nổi tiếng của Mỹ như Bob Hope, Bing Crosby, Pat Boone, Frankie Avalon... và là ca sĩ Việt đầu tiên và duy nhất hát nhạc phim Hollywood The Green Berets (Mũ nồi xanh).
Theo bà kể, ở Mỹ, có rất nhiều đàn ông đeo đuổi bà, Tây cũng có mà Việt cũng có. Bà cũng có yêu nhiều người nhưng không đi đến kết hôn với ai.
Năm 1978, lúc 36 tuổi bà mới kết hôn sau khi gặp người chồng hiện tại (nhạc sĩ Trần Quang Hải) chỉ sau 24 giờ gặp gỡ. Sau đó bà định cư tại Paris, Pháp. Bà cùng chồng là nhà nghiên cứu Trần Quang Hải (con trai của GS Trần Văn Khê) đi hơn 80 nước trên thế giới để giới thiệu âm nhạc dân tộc Việt Nam. Bà không có con với chồng nhưng sống với con riêng (chồng bà ly dị và có con, gặp bà và lấy nhau).
Bà hay hát các ca khúc của Lam Phương, Trịnh Công Sơn. Bà có thể hát nhiều thứ tiếng.
Năm 1983, Bạch Yến – Trần Quang Hải được nhận giải "Grand Prix Du Disque De L"Académie Charles Cros" (giải thưởng tối cao của Hàn Lâm Viện đĩa hát Charles Cros).
Năm 2009, bà lần đầu tiên trở về Việt Nam sau 44 năm ở ngoại quốc.

## Các tiết mục trình diễn sân khấu Thuý Nga

### Trung tâm Thuý Nga
| Chương trình      | Tiết mục                              | Thể hiện với | Năm  |
| ----------------- | ------------------------------------- | ------------ | ---- |
| Paris By Night 11 | Tình Nữ Khóc Than                     | Solo         | 1990 |
| Paris By Night 13 | Ne Me Quitte Pas, If You Go Away      | Solo         | 1991 |
| Paris By Night 14 | Malaguena Salerosa                    | Solo         | 1991 |
| Paris By Night 16 | Đêm Đông (Nguyễn Văn Thương)          | Solo         | 1992 |
| Paris By Night 22 | Cho Em Quên Tuổi Ngọc (Lam Phương)    | Solo         | 1993 |
| Paris By Night 88 | Cho Em Quên Tuổi Ngọc (Lam Phương)    | Trần Thu Hà  | 2007 |
| Paris By Night 93 | Ghen (Trọng Khương, Thơ: Nguyễn Bính) | Solo         | 2008 |

## Thu Thanh
- Bạch Yến, LP, Polydor 27039, 1963
- Bạch Yến 2, LP, Polydor 27061, 1963
- Bạch Yến 3, LP, Polydor 27080, 1963
- Đêm Đông, với  Phương Dung & Hùng Cường, dĩa nhựa, Sóng Nhạc S.N. 755-2103, 1965
- What Now My Love (Et Maintenant) / Malaguena, dĩa nhựa, 1968
- Cithare et chansons populaires du Vietnam,  với Trần Quang Hải, LP, 1979
- Vietnamese Dan Tranh Music, với Trần Quang Hải, LP, 1982
- Vietnam, với Trần Quang Hải, LP, 1983, Huy Lan Anh Audio
- Bạch Yến, Cassette, Playa Sound – KP 1802, 1984
- Rêves et realités, với Trần Quang Hải, CD, 1988
- Tiếng Hát Bạch Yến, Cassette, Tú Quỳnh
- Trả Lại Em Yêu, Cassette, Phạm Duy thực hiện, Tú Quỳnh sản xuất
- Bạch Yến Hát Tình ca Lam Phương, CD, 2014
- Souvenir, CD, 2014
- Tình Bỏ Quên, CD, 2015
- Đi Với Tôi, CD, Bạch Yến Productions
- Lời Buồn Thánh, CD, Bạch Yến Productions, 2018